# Meteorus cyranus
Meteorus cyranus är en stekelart som beskrevs av Trevor Huddleston 1987. Meteorus cyranus ingår i släktet Meteorus och familjen bracksteklar. Inga underarter finns listade i Catalogue of Life.